# Ruli (Gakenke)
Ruli ist einer von 19 Sektoren des Distrikts Gakenke in der Nordprovinz von Ruanda.

## Geographie
Der Sektor hat eine Fläche von 47,4 km² und liegt auf einer Höhe von etwa 1790 m. Er unterteilt sich in die fünf Zellen Busoro, Gikingo, Jango, Ruli und Rwesero. Nachbarsektoren sind im Nordosten Muhondo, im Südosten Ngamba, im Süden Kayemzi, im Südwesten Kiyumba und im Westen bis Nordwesten Coko. Die Südgrenze von Ruli bildet der Fluss Nyabarongo und die West- und Ostgrenze jeweils einer seiner Zuflüsse.

## Bevölkerung
Nach Stand der Volkszählung von 2022 liegt die Einwohnerzahl bei 22.464. Zehn Jahre zuvor waren es 18.516, was einem jährlichen Bevölkerungszuwachs von 1,9 Prozent zwischen 2012 und 2022 entspricht.

## Gesundheitswesen
Im Sektor befindet sich das Ruli District Hospital. Es ist eines von drei Krankenhäusern im Distrikt Gakenke. Daneben befindet sich auch das Ruli Higher Institute of Health (RHIH), eine Bildungseinrichtung mit Abschlüssen in Krankenpflege und Geburtshilfe.

## Verkehr
Zwei District Roads führen in Nord-Süd- bzw. Ost-West-Richtung durch den Sektor. Sie treffen bei Musasa aufeinander. Beide sind Stand 2022 nicht asphaltiert.